# Rue des Éperonniers

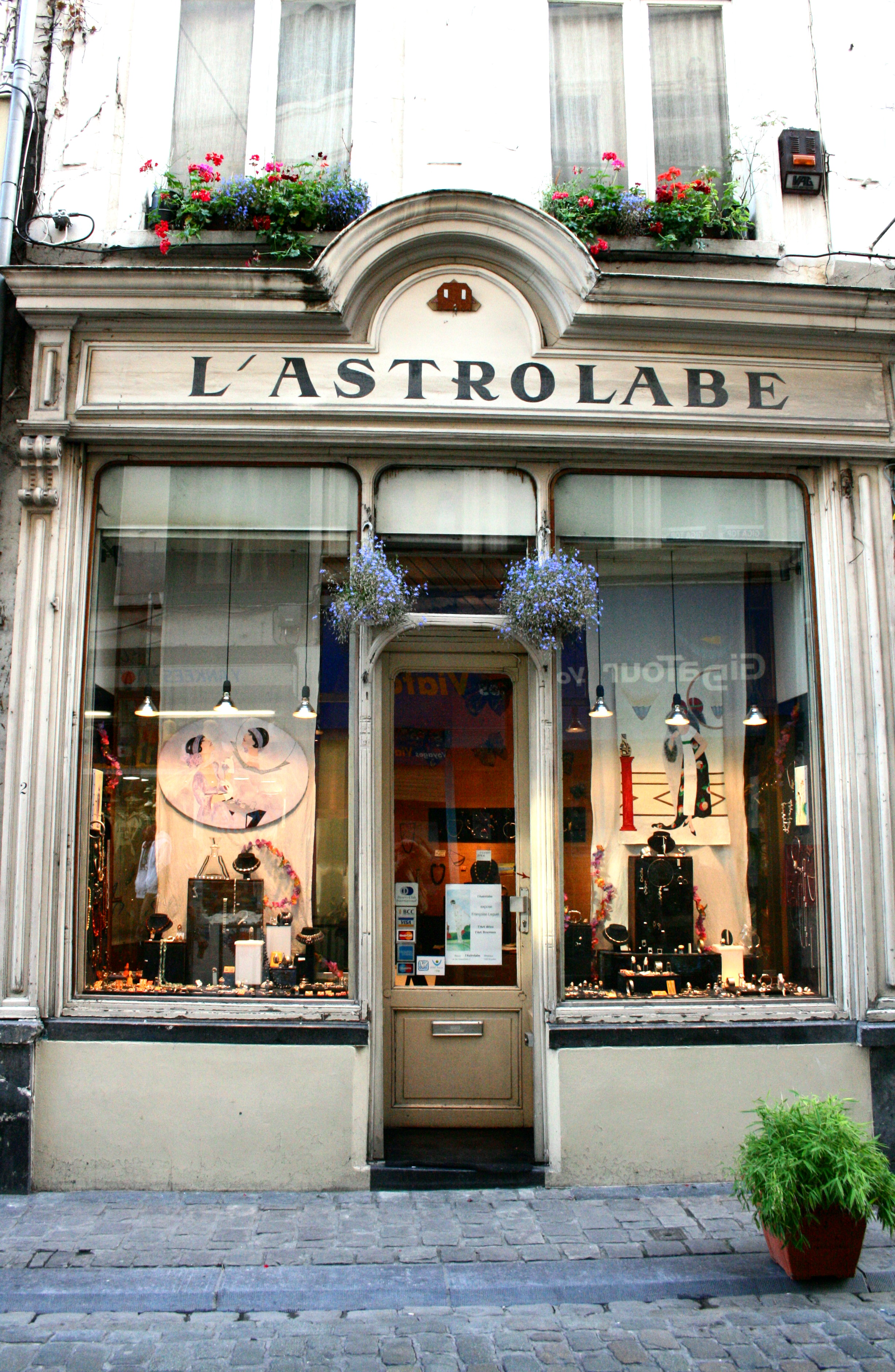
Rue des Éperonniers 2

La rue des Éperonniers (en néerlandais : Spoormakersstraat) est une artère de Bruxelles-ville qui va de la rue Marché aux Herbes à la place Saint-Jean et à la rue de la Violette.
Au Moyen Âge elle s'appelait «Forciers-straet» (c'est-à-dire rue des fabricants d'arcs et d'arbalètes) à cause des artisans exerçant cette activité qui y étaient établis. Elle était jadis plus courte: ce n'est qu'en 1845 qu'elle inclut le tronçon compris entre la rue du Marché aux Fromages et la place Saint-Jean, connue d'abord sous le nom de «Pongelmerct» (c'est-à-dire marché où on vendait à la livre), puis sous le nom de rue du Marais Saint-Jean.

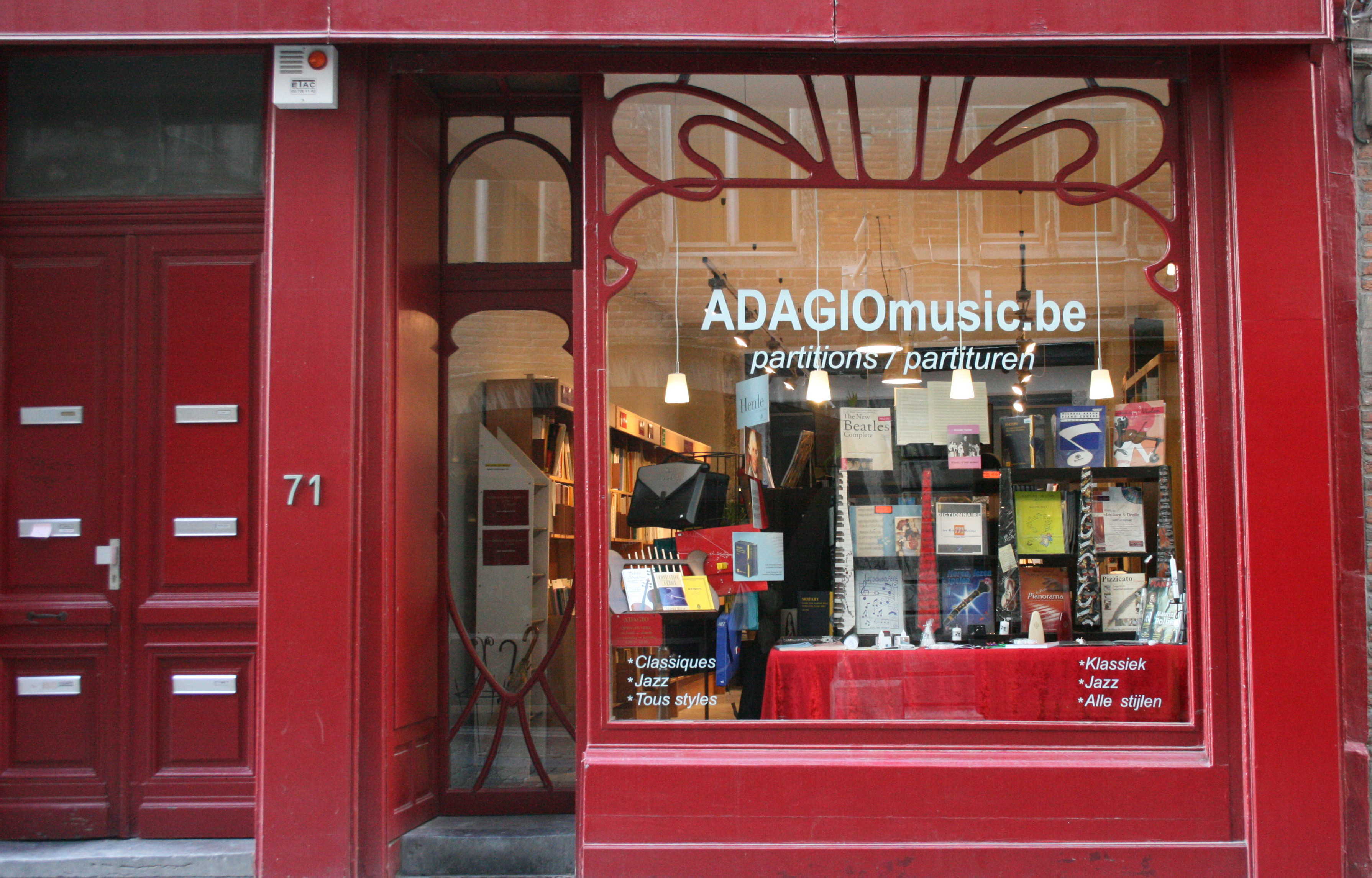
Rue des Éperonniers 71

La rue des Éperonniers a une longue tradition commerçante. Jadis elle abritait de nombreuses boutiques de mode. On y a trouvé ensuite bon nombre de libraires et de bouquinistes, quoique cette fonction tende aussi à s'effacer. La rue compte encore quelques devantures remarquables, reprises dans le périmètre de protection UNESCO de la Grand-Place: au n° 2, deux vitrines datées de 1866; au n° 71-73 une vitrine Art Nouveau; au n° 60-64  une devanture du début du XXe siècle.
Au n° 52 se trouve le café «De Dolle Mol». Après sa fermeture en 2002, cet établissement légendaire était à l'abandon. En avril 2006, le cinéaste anarchiste Jan Bucquoy l'occupa illégalement. Après des démêlés judiciaires avec le propriétaire, le café put définitivement rouvrir ses portes grâce à l'intervention du ministre flamand de la culture Bert Anciaux.
En décembre 2023, les éditions "Jacques Antoine - Les Eperonniers" font l'objet d'une fiction littéraire de Christophe Van Staen, intitulée Rue des Eperonniers, publiée dans la collection "Bruxelles se conte" des éditions Maelström ReEvolution.